# Szczecno
Szczecno – wieś w Polsce położona w województwie świętokrzyskim, w powiecie kieleckim, w gminie Daleszyce.
Do 1954 roku siedziba gminy Szczecno. W latach 1975–1998 miejscowość administracyjnie należała do województwa kieleckiego.

## Części wsi
| SIMC    | Nazwa      | Rodzaj     |
| ------- | ---------- | ---------- |
| 0236837 | Kocieczyn  | przysiółek |
| 0236850 | Murawin    | przysiółek |
| 0236866 | Wojciechów | część wsi  |

Wojciechów obecnie część Szczecna, w wieku XIX samodzielna miejscowość 

## Historia
Leżąca nad rzeką Pierzchnianką wieś królewska Szczecno powstała pod koniec XV wieku. Nazwa wsi pochodzi przypuszczalnie od słowa ścieczna, czyli zlewiska wód, lub od słowa szczeć, co znaczy ostrą trawę.
Pierwszym właścicielem wsi był, według rejestru poborowego z 1508 roku, Borek. Następnie posiadaczami majątku była przypuszczalnie rodzina Koniecpolskich. W 1783 r. właścicielem wsi był stolnik sandomierski Leon Kochanowski, a od połowy XIX wieku rodzina Nowosielskich.
9 grudnia 1863 podczas powstania styczniowego w Hucie Szczeceńskiej należącej do majątku Szczecno doszło do bitwy. Walka toczyła się między oddziałem powstańczym dowodzonym przez mjr Karola Kalitę, a oddziałami rosyjskimi dowodzonymi przez mjr Bentkowskiego. Starcie zakończyło się zwycięstwem powstańców.
7 marca 1864 miała miejsce w Szczecnie (Hucie Szczeceńskiej) kolejna potyczka powstania styczniowego.
W 1864 roku car Aleksander II Romanow wydał dekret o uwłaszczeniu chłopów w Królestwie Polskim. Na mocy tego dekretu zniesiono pańszczyznę, a wieś stała się własnością jej mieszkańców, czyli włościan. Następnie dobra Szczecno, bez wsi i ziemi przekazanej na własność mieszkańcom, zostały sprzedane w 1875 roku Feliksowi Blumenthalowi, a w 1910 roku nabyte z kolei przez Karola i Matyldę Mauwe. Rodzina Mauwe była właścicielami dóbr do 1941 roku. Po wojnie majątek został przejęty przez państwo i rozparcelowany.
26 lipca Brygada Armii Ludowej "Grunwald" opanowała majątek w którym stacjonował wtedy oddział własowców. Wzięto do niewoli 23 własowców. Z pomocą uwięzionym próbował przyjść oddział niemiecki przy wsparciu dwóch czołgów. Jeden z nich został rozbity a drugiemu odcięto drogę odwrotu wysadzając most na drodze do Kielc. Czołg został spalony przez własna załogę.

## Zabytki
We wsi zachowały się ruiny dawnego dworku pochodzącego z XVIII wieku, w którym rezydowały rodziny będące posiadaczami majątku. Dworek po wojnie funkcjonował jako szkoła podstawowa. Spłonął w latach 90. XX wieku.
Zespół dworski (dwór i park z II połowy XIX w.) jest wpisany do rejestru zabytków nieruchomych (nr rej.: A.315/1-2 z 11.12.1957 i z 30.03.1988). 